# Венути, Ридольфино
Ридольфино Венути (итал. Ridolfino Venuti; 1705—1763) — итальянский археолог и искусствовед, хранитель Ватиканских музеев. Брат Марчелло и Филиппо Венути.
Автор многих сочинений по римской археологии, отличавшихся, как утверждал Энциклопедический словарь Брокгауза и Ефрона, «громадною эрудицией и точностью». В их числе «Collectanea antiquitatum romanarum etc.» (1736); «Antiqua numismata etc.» (1739—44); «Numismata romanorum pontificum» (1744); «Accurata e succincta discrizione topografica delle antichita di Roma» (1763 и 1803).